# Nan Madol

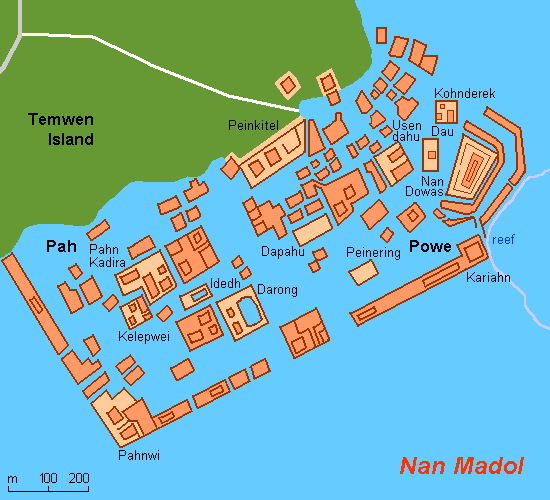
A szigetek elhelyezkedése

Nan Madol Mikronézia különleges, elhagyatott romvárosa. Mesterséges szigetekből és csatornákból álló érdekes labirintus. Egy zátonyra építették 1000 évvel ezelőtt a Pohnpei-szigetnél.

## Nevének eredete
A Nan Madol név jelentése: „közbeeső helyek”. Szokták emlegetni a „Csendes-óceán Velencéje”-ként is.

## Földrajz
80 hektáros területen fekszik és 92 mesterséges szigetből áll. A hajózható csatornái olyan szélesek, mint egy négysávos úttest, szélük sekély. Dagály idején, amikor az óceán vize megemelkedik, akkor is csak körülbelül derékig ér víz.

## Épületek

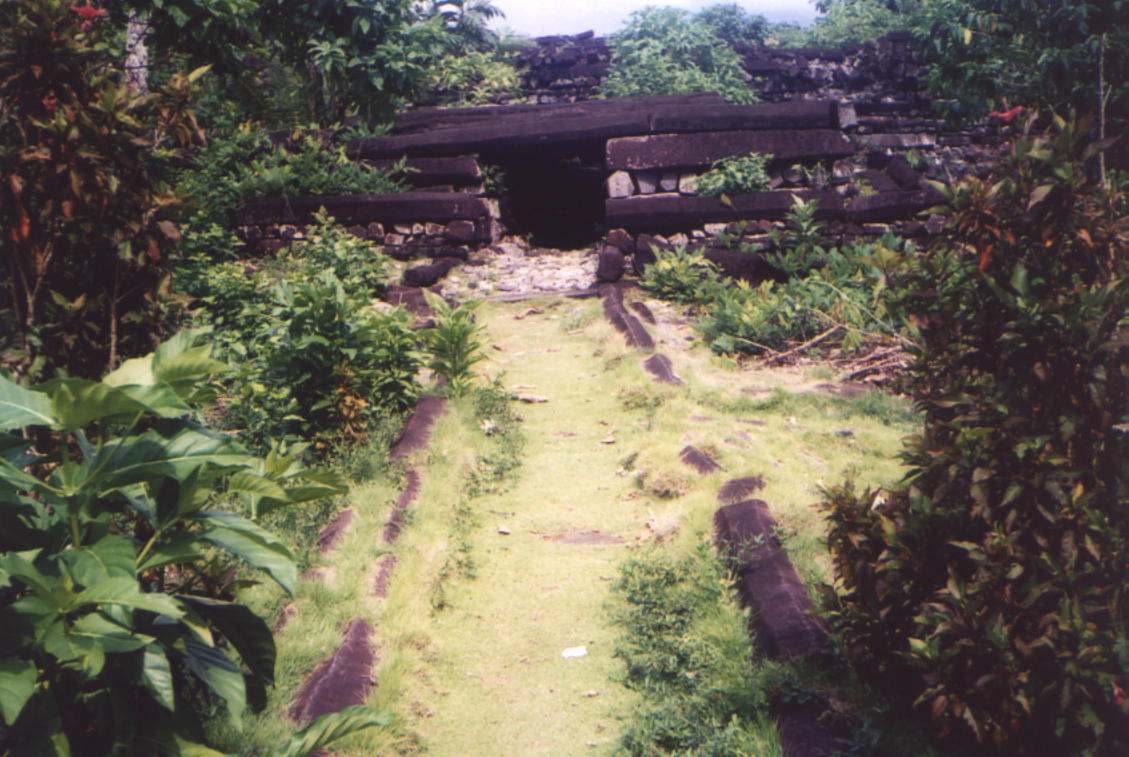

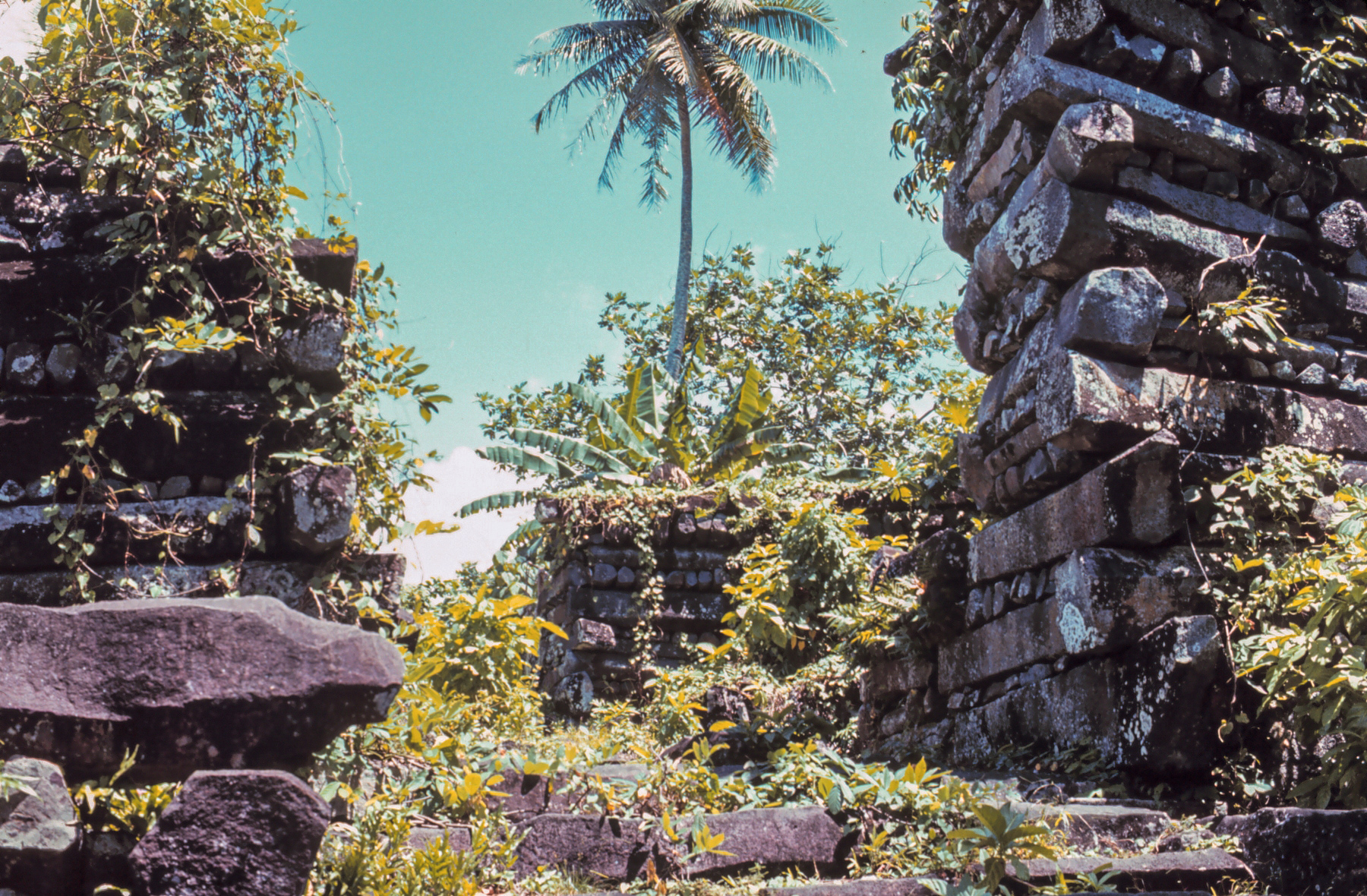

Egyik legszebb, épségben maradt épülete (ugyanis sokat benőtt már a növényzet) a Nan Douwas. Bejárata 3-4 méter széles, 8-9 méter magas falakból áll. Tornyainak erős, vastag falai a mai napig ellenállnak még a tájfunoknak is. Falain belül egy óriási kő sírbolt áll. Ez a ravatalozó. Innen tovább haladva van egy földalatti átjárónak tűnő építmény, ez Nan Madol börtöne. Tetejét egy körülbelül két tonnás kővel zárták le. Épületeinek többségét vallási célra használhatták.

## Történelem
A mesterséges szigetek többsége a 13. és 17. század között épült. Mindegyik sziget más célt szolgált. Némelyiken laktak, más szigetek például kenukészítésre vagy szertartásos táncokra voltak fenntartva. Mindegyiket különböző formájúra és méretűre építették, nincs két egyforma sziget.
Nan Madol épületeinek megépítéséhez több ezer faragatlan oszlopot kellett ideszállítani. Van egy olyan alapkő, aminek a súlyát 50 tonnára becsülik. Nem lehet tudni, hogyan szállították ide a hatalmas kőtömböket, mert egy egyszerű tutaj nem bírná el ezeket, a legközelebbi bazaltlelőhely pedig több, mint 2700 kilométerre található.
Rejtélye nyomán rengeteg legenda, mendemonda, felvetés született, mert nem tudni, kik és hogyan építették. Az egyik szerint sok-sok évszázaddal ezelőtt két testvér olyan varázserőt kapott az istenektől, amellyel képesek voltak a nehéz köveket elrepíteni az építkezési területre. Mások szerint Pohnpein valamikor fejlett civilizáció élt, akik ismerték a hanghullámok irányításának titkát, így voltak képesek mozgatni és helyére emelni a hatalmas kődarabokat. A legelfogadottabb feltevés az, hogy az elhagyatott város rengeteg ember munkájának eredménye, és nagyon sok évig épült.

### Elnéptelenedése
Nan Madol mintegy 1000 embernek adott otthont, és már 200 éve lakatlanul áll. Azt sem lehet tudni pontosan, hogy miért hagyhatták el a lakói, ezért erre is sok felvetés született. Egyesek szerint egy betegség tizedelte meg a lakosságot, ezért a túlélők más otthont kerestek. Mások szerint egy tájfun következtében megsemmisült a lakók élelmiszerkészlete, ezért álltak tovább.
Az első idegenek, akik rábukkantak Nan Madolra, valószínűleg európai felfedezők voltak az 1800-as években. A város érkezésük előtt körülbelül 100 évvel válhatott elhagyatottá, vagyis lakói valamikor az 1700-as években távoztak.